# Клара Августа фон Брауншвайг-Волфенбютел
Клара Августа фон Брауншвайг-Волфенбютел (на немски: Clara Augusta von Braunschweig-Wolfenbüttel; * 25 юни 1632, Хитцакер; † 6 октомври 1700, Вайсенхоф при Вайнсберг) от род Велфи, е принцеса от Брауншвайг-Люнебург-Волфенбютел и чрез женитба херцогиня на Вюртемберг.

## Живот
Дъщеря е на херцог Август II фон Брауншвайг-Волфенбютел (1579 – 1666) и втората му съпруга Доротея фон Анхалт-Цербст (1607 – 1634), дъщеря на княз Рудолф фон Анхалт-Цербст.
Клара Августа се омъжва на 7 юни 1653 г. във Волфенбютел за Фридрих фон Вюртемберг-Нойенщат (1615 – 1682), херцог на Вюртемберг, третият син на херцог Йохан Фридрих фон Вюртемберг (1582 – 1628). От по-големия му брат херцог Еберхард III нейният съпруг Фридрих получава през 1649 г. Нойенщат и други територии за себе си и наследниците си. Така той основава страничната линия Вюртемберг-Нойенщат.
Херцог Фридрих умира след дълго боледуване на 24 март 1682 г. Клара Августа отива да живее в нейната лятна вдовишка резиденция Вайсенхоф във Вайнсберг. Клара Августа умира през 1700 г., 18 години след съпруга си. Погребана е до Фридрих в построената от него през 1664 г. фамилна гробница в градската църква в Нойенщат.

## Деца
Клара Августа и Фридрих имат дванадесет деца, от които само пет порастват:
- Фридрих Август (1654 – 1716), женен 1679 г. за графиня Албертина София Естер фон Еберщайн († 1728)
- Улрих (*/† 1655)
- Еберхард (*/† 1656)
- Албрехт (1657 – 1670)
- София Доротея (1658 – 1681)
- Фердинанд Вилхелм (1659 – 1701)
- Антон Улрих (1661 – 1680)
- Барбара Августа (1663 – 1664)
- Елеонора Шарлота (1664 – 1666)
- Христоф (*/† 1666)
- Карл Рудолф (1667 – 1742)
- Анна Елеонора (1669 – 1670)